# Ólafsfjörður
Ólafsfjörður [ˈouːlafsˌfjœrðʏr] ist eine Handelsstadt in der Gemeinde Fjallabyggð in der Region Norðurland eystra. Am 1. Januar 2023 hatte sie 755 Einwohner.

## Geografie
Ólafsfjörður liegt im Norden Islands auf der Halbinsel Tröllaskagi am gleichnamigen Fjord, einem westlichen Seitenarm des Eyjafjörður. Südlich der Stadt liegt der See Ólafsfjarðarvatn, der über die Ólafsfjarðará mit dem Fjord verbunden ist.

## Geschichte
Ólafsfjörður war auf Grund der vor dem Ort liegenden Fanggründe seit Ende des 19. Jahrhunderts ein wichtiger Fischerort.
Die Stadtrechte (kaupstaðurréttindi) wurden am 31. Oktober 1944 verliehen. Die Einwohnerzahl betrug 192 im Jahre 1910, 1920 lag sie bei 336, 1930 bei 559, 1940 bei 736, 1950 bei 947, 1960 bei 905, 1970 bei 1086 und 1979 bei 1181. 1989 betrug die Einwohnerzahl 1191.
Die evangelische Kirche Ólafsfjarðarkirkja wurde 1915 mit 120 Sitzplätzen eingeweiht. 1997 wurde das Kirchenschiff verlängert und an der Nordseite ein Gemeindezentrum mit Saal angebaut. Die Kirche, die 15,28 m lang und 7,50 m breit ist, steht mit ihrem weithin sichtbaren Turm im Westen seit 1990 unter Denkmalschutz.
Im Jahr 2006 wurde ein Zusammenschluss der bis dahin selbstständigen Stadtgemeinde Ólafsfjörður (isl. Ólafsfjarðarbær) mit Siglufjörður beschlossen. Die Gemeinde erhielt den Namen Fjallabyggð.

## Städtepartnerschaft
Mit Hillerød in Dänemark wird eine Städtepartnerschaft gepflegt.

## Tourismus
Zwischen Oktober und April kann man in den Bergen rund um den Ort Skifahren.

## Verkehr
Seit 1991 führt der Ólafsfjarðarvegur  durch den 3,4 km langen Tunnel Múlagöng nach Süden in den Eyjafjörður.
Von 2006 bis 2010 wurde zwischen Ólafsfjörður und Siglufjörður der Tunnel Héðinsfjarðargöng gebaut.
Durch ihn verläuft der Siglufjarðarvegur .
Die Entfernung nach Reykjavík beträgt 414 Straßenkilometer durch den Héðinsfjarðargöng.

## Söhne und Töchter der Stadt
- Haukur Sigurðsson (1930–2006), isländischer Skirennläufer
- Eysteinn Þórðarson (1934–2009), isländischer Skirennläufer
- Björn Þór Ólafsson (* 1941), isländischer nordischer Skisportler
- Kristinn Björnsson (* 1972), isländischer Skirennläufer
- Kristján Uni Óskarsson (* 1984), isländischer Skirennläufer